# Шельпаки
Шельпаки (укр. Шельпаки) — село в Скориковской сельской общине Тернопольского района Тернопольской области Украины.
До 2020 года входило в Подволочисский район.
Население по переписи 2001 года составляло 472 человека. Почтовый индекс — 47810. Телефонный код — 3543.

## Персоналии
- Качала, Стефан (1815—1888) — галицко-русский писатель и общественный деятель.